# 寧發國際
寧發國際有限公司，簡稱寧發國際（英語：Newfoundland International Company Limited，港交所除牌時為0257.HK），前身為新安置業有限公司，當時主要經營紡織及旅遊業務。
在1989年，被辰達集團進行收購，轉為經營旅遊及紡織業行業，但由於行業前景競爭加劇，也受到中資企業來港收購潮，1993年，被中國光大集團有限公司收購後，更名為中國光大國際有限公司至今，轉為現時環保行業。

## 連結
- 中國光大國際有限公司